# Иностранная военная интервенция на севере России
Иностранная военная интервенция на севере России (известная также как Северная «российская» кампания) была частью иностранной интервенции в Россию после Октябрьской революции. Северная кампания интервентов началась в 1918 году, в последние месяцы Первой мировой войны, и закончилась с полной эвакуацией войск интервентов в сентябре 1919 года. Белые войска, отказавшиеся эвакуироваться вместе с интервентами, продолжали борьбу на севере до начала 1920 года.

## Причины кампании

Архангельская губерния, основное место действия интервенции на Севере

В марте 1917 года в ходе Первой мировой войны произошли некоторые изменения. После отречения Николая II и формирования Временного правительства президент США объявил войну Германской империи (а позже и Австро-Венгрии). Также США начали оказывать экономическую и техническую поддержку Временному правительству России. Начиная с лета, однако, военное снаряжение, которое союзники продолжали доставлять через Архангельск и Мурманск, начало накапливаться на складах этих портов.
В октябре 1917 года к власти в России пришли большевики, которые 2 марта 1918 года подписали сепаратный мирный договор с Германией. Это позволило Германии перебросить часть сил на Западный фронт. Поскольку в начале 1918 года российская армия фактически перестала существовать, Совнарком попытался использовать союзную поддержку для противостояния продвижению на Север германских частей корпуса Р. фон дер Гольца, расположившегося в Финляндии. Стремясь удержать Россию в рамках воюющей коалиции, члены Антанты готовы были оказывать помощь любым силам внутри страны — как казачьим отрядам Каледина или Добровольческой армии Корнилова, так и большевикам. Взаимодействие с Советами казалось возможным, так как большевистские лидеры В. И. Ленин и Л. Д. Троцкий спорадически выказывали желание принять союзную помощь против немцев.
Союзные кабинеты и дипломаты при этом придерживались разной тактики в отношении революционной России. Так, Военное министерство Великобритании было против большевиков и за вмешательство, а министерство иностранных дел — за них и против вмешательства. Находившиеся в России французский и американский послы Ж. Нуланс и Д. Фрэнсис убеждали свои правительства в необходимости скорейшей интервенции. При этом американский консул Ф. Коул и Р. Робинс из американской миссии Красного Креста были категорическими противниками; подобного же мнения придерживался и британский консул в Архангельске Д. Янг. В апреле 1918 года Германия высадила десант в Финляндии, и появилась угроза, что немцы захватят железную дорогу Мурманск — Петроград и стратегически важные порты Мурманск и Архангельск. К концу весны, когда стало ясно, что советская власть не собирается или не способна оказать сопротивление немцам, продвигающимся вглубь страны, у руководства Антанты появились планы по восстановлению Восточного фронта помимо (а если потребуется — то и против) воли большевиков.
Судьба интервенции оставалась неясной вплоть до начала июня 1918 как из-за продолжавшихся колебаний в союзных кабинетах, так и из-за сопротивления вмешательству в дела России американского президента Вудро Вильсона. Масштабная интервенция без американской помощи представлялась невозможной, так как большая часть вооружённых сил европейских держав была занята на Западном фронте. Ситуация решилась, когда руководству Антанты стало известно о выступлении Чехословацкого корпуса, которое рассматривалось ими как звено в восстановлении Восточного фронта. В июле 1918 года Вильсон дал согласие на участие в интервенции ограниченного контингента США. Американские солдаты входили в состав Американского экспедиционного корпуса в Северной России (англ. American North Russia Expeditionary Force), известного также как «Экспедиция полярных медведей».
В этих обстоятельствах английское и французское правительства решили провести интервенцию на севере России. С помощью интервенции планировалось достичь следующих целей:
1. Не допустить вторжения финнов и немцев в Россию со стороны Финляндии;
2. Организовать охрану союзных грузов, скопившихся в северных портах;
3. Поддержать Чехословацкий корпус, который был рассредоточен вдоль Транссибирской магистрали и рассматривался как звено в восстановлении Восточного фронта;
4. Содействовать воссозданию русской армии, которая могла бы оттянуть на себя часть сил немцев с Западного фронта.

## Международный контингент
Все силы интервентов на севере находились под британским командованием, возглавляемым сначала генералом Пулем, а затем генералом Айронсайдом.
Британский Шестой Батальон морской пехоты был собран из разных частей Британской морской пехоты: роты артиллерии и трёх рот, расположившихся в портах у военных складов. Очень немногие из офицеров имели опыт сухопутной войны. Их первоначальная цель состояла лишь в том, чтобы остановиться во Фленсбурге и проконтролировать ход референдума о принадлежности Шлезвиг-Гольштейна. Многим морякам было меньше 19 лет. Другие были лишь недавно освобождены из германского плена. Однако, в нарушение британских законов, Шестой батальон был отправлен в Мурманск для оказания помощи уже находившимся там британским войскам.
Численность союзного контингента достигла максимума после окончания летней навигации и составляла 10334 солдат (6832 британских, 1251 итальянских, 1220 сербских и незначительное число французов) на Мурманском и 13182 солдат (6293 британских, 5203 американских, 1686 французских) на Архангельском фронтах. Переброшенные с Западного фронта британские и французские бойцы (в том числе, Шестой легион) по физическим данным были признаны годными только для гарнизонной службы. Американские новобранцы имели слабую подготовку или не имели таковой вовсе, и специальный меморандум Вудро Вильсона предписывал использовать их только для охраны союзных складов и содействию местному населению в организации самообороны. Пуль, пользуясь неопределённостью формулировок и заручившись согласием посла США, направил американцев на фронт.
Весь контингент включал:
- Британскую флотилию из двадцати кораблей, включая два авианосца.
- Около 5000 солдат экспедиционных сил армии США (Экспедиция «Белый медведь»)[22]
- 14 батальонов стран Британского содружества (Канадская бригада и австралийская пехота)
- 2000 французов (колонисты и инженеры)
- 1000 британско-сербских и польских стрелков, которые должны были оказать помощь войскам адмирала Колчака и соединиться с союзниками в Сибири (Чехословацкий легион возле Котласа).
- Британская авиация, в том числе самолёты Fairey Campania, гидросамолёты Sopwith Baby и один истребитель Sopwith Camel.[23]

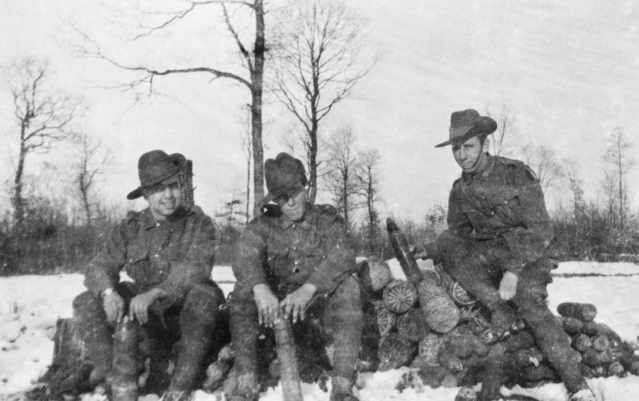
Австралийские добровольцы на Русском Севере.

Ещё до высадки среди интервентов произошла вспышка испанки. По высадке в солдатских письмах и дневниках стали отмечаться жалобы на плохую погоду, отсутствие самых необходимых припасов и ужасающие бытовые условия. Особо деморализующим было отмечено осеннее наступление, в ходе которого пехота продвигалась по колено в грязи под проливными дождями, а убитых хоронили в наскоро сколоченных гробах в залитых водой могилах. Проблема северного бездорожья для интервентов дополнительно осложнилась острой нехваткой транспорта (в том числе, гужевого) и полным отсутствием карт местности. Осознавая свою неспособность отличить лояльного русского от большевика, интервенты с подозрением относились ко всему местному населению.
Общая численность войск с учётом формируемых союзниками на местах легионов и белогвардейских частей достигала 14775 солдат на Мурманском и 15897 солдат на Архангельском фронтах.
Международному контингенту противостояли 6-я армия (до 11.09.1918 — войска Северо-Восточного участка отрядов завесы) и часть сил 7-й армии (на Карельском перешейке и в Междуозёрном районе), в сентябре 1918 — феврале 1919 входившие в состав Северного фронта.

## Северный фронт

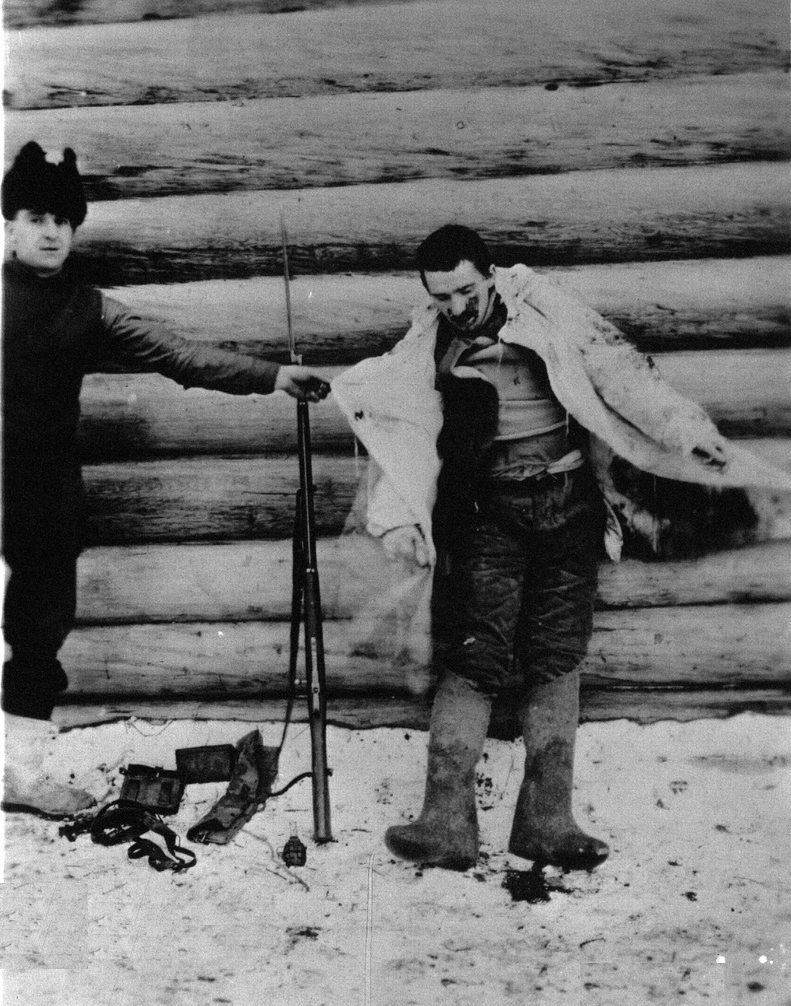
Большевик, которого американский часовой застрелил на заставе № 1 в 3 часа ночи 8 января 1919 года, когда отряд красных из семи человек пытался захватить заставу. Деревня Усть-Паденьга, Шенкурский уезд, Архангельская губерния, 8 января 1919 года.

Ключевыми пунктами на севере России были незамерзающий порт Мурманск, основанный всего двумя годами раньше, и крупный портовый город Архангельск, в котором, по сведениям Антанты, хранилась основная часть поставленного вооружения. В дальнейшем предполагалось завербовать достаточное количество антибольшевистских сил, чтобы развить наступление на юг и соединиться там с чехословацким легионом.

### Мурманск
Интервенция началась как союз между большевиками (местным Советом) и странами Антанты для защиты от белофиннов и немецких войск. 1 марта 1918 года меньшевистско-эсеровский Мурманский совет (исполняющий обязанности председателя — Алексей Юрьев) информировал Совет народных комиссаров о полученном предложении британского контр-адмирала Томаса Кемпа (англ. Thomas Webster Kemp). Предложение сводилось к защите силами британских войск Мурманской железной дороги от германских войск и (или) белофиннов. Лев Троцкий, являвшийся народным комиссаром по иностранным делам, без решения ЦК РСДРП(б) ответил, что такое предложение следует принять.
Юрьев заключил 2 марта 1918 г. «словесное соглашение» (дословно запротоколированное) следующего содержания: «§ 1. Высшая власть в пределах Мурманского района принадлежит Мурманскому Совдепу. § 2. Высшее командование всеми вооруженными силами района принадлежит под верховенством совдепа Мурманскому военному совету из 3 лиц — одного по назначению Советской власти и по одному от англичан и французов. § 3. Англичане и французы не вмешиваются во внутреннее управление районом: о всех решениях совдепа, имеющих общее значение, они осведомляются совдепом в тех формах, какие по обстоятельствам дела будут признаны нужными. § 4. Союзники принимают на себя заботу о снабжении края необходимыми запасами».
6 марта 1918 в Мурманске два отряда английских морских пехотинцев в количестве 176 человек с двумя орудиями высадились с английского линейного корабля «Глори». На следующий день на Мурманском рейде появился английский крейсер «Кокрейн», 18 марта — французский крейсер «Адмирал Об», а 27 мая — американский крейсер «Олимпия». 15-16 марта 1918 в Лондоне состоялась военная конференция Антанты, на которой обсуждался вопрос об интервенции. В условиях начавшегося немецкого наступления на западном фронте было решено не отправлять в Россию крупных сил. В июне в Мурманске высадилось ещё 1,5 тысячи британских и 100 американских солдат.
Мурманский порт и Мурманская железная дорога были построены в 1916 году для поставок России военного снаряжения и материалов из стран Антанты, то есть из Британии и Франции. К моменту выхода России из войны с Германией в портах Мурманска и Архангельска скопились миллионы тонн военных грузов, и Антанта была обеспокоена возможностью их захвата германцами при помощи финнов. В это время в Финляндии, ставшей независимой, шла гражданская война между белыми и красными финнами, и для помощи белым финнам там высаживались немецкие войска.
Начиная с конца марта в Карелию также вторглись отряды финнов численностью около 2,5 тыс. человек, основными целями которых были города Кемь и Кандалакша. Местное население оказывало им активную поддержку. Красноармейцы в Карелии располагали лишь небольшими отрядами в 10-15 человек на станциях железной дороги и около 150 человек на станции Кемь. Оказать серьёзное сопротивление белофиннам они не могли, но при отступлении им удавалось сжигать мосты и мешать продвижению сухопутных сил противника. В целом боевые действия носили партизанский характер.
Белые финны стали первой проверкой британского десанта. В середине марта 1918 года к Мурманской железной дороге вышел отряд красных финнов, вытесненный белыми финнами из Финляндии. Командир краснофинского отряда попросил помощи мурманских большевиков, а Мурманский Совет обратился за помощью к десанту Антанты. Тогда был «оборудован блиндированный поезд», упомянутый в БСЭ. Он представлял собой несколько платформ с брустверами из мешков с песком, вооруженных четырьмя трехфунтовыми (47 мм) пушками, снятыми с британского корабля «Кокрейн». Расчеты пушек составили французские артиллеристы (они отнюдь не были высажены вместе с десантом, а, наоборот, возвращались во Францию, завершив миссию советников в Румынии, вышедшей из войны с Германией и Австро-Венгрией), на платформах «бронепоезда» разместилась также рота британских морских пехотинцев. Состав проехал до Кандалакши, но не встретил белых финнов, которые ушли обратно в Финляндию.
После этого рейда против белых финнов десант Антанты никаких действий не предпринимал, выполняя основную задачу — охрану военных грузов в Мурманском порту. А 2 мая 1918 «Кокрейн» получил приказ принять на борт 40 британских морпехов, 20 красногвардейцев, 20 красных матросов и направиться в Печенгу. Дело в том, что Мурманский Совет получил информацию о возможном использовании Печенгского залива в качестве базы для подводных лодок Германии. 3 мая 1918 в Печенге высадились красногвардейцы, красные матросы и британские морпехи. Они вступили в бои против белых финнов. Финны упорно сопротивлялись, вынудив британцев 6 мая прислать подкрепление — 35 морпехов с 5 пулеметами и одной 12-фунтовой (76 мм) пушкой. 12 мая 150 белых финнов попытались взять Печенгу штурмом, но были отбиты и покинули этот район. В мае СНК направил для охраны Мурманской железной дороги отряды питерских рабочих. Чрезвычайным комиссаром Беломорско-Мурманского края был назначен С. П. Нацаренус.
Согласно донесениям Наркомата по военным делам, на границе с Финляндией сосредотачивались соединения численностью около 100 тыс. штыков, что угрожало уже всему побережью Белого моря. Поэтому в конце мая Мурманский раесовет с полным непониманием отнёсся к требованию Совнаркома удалить войска Антанты с подконтрольных территорий. Тогда как центральное руководство испытывало давление со стороны Германии и опасалось антибольшевистских действий Антанты в связи с восстанием Чехословацкого корпуса, местные обстоятельства казались требующими союзного присутствия. Лишившись помощи союзников, местный краесовет остался бы один на один с угрозой финнов и германцев, голодом и мародёрствующими группами матросов и рабочих. Даже при желании он не мог бы выдворить войска Антанты силой, поскольку численность их к концу месяца достигала 2 тыс. человек и они явно не собирались оставлять край немцам.

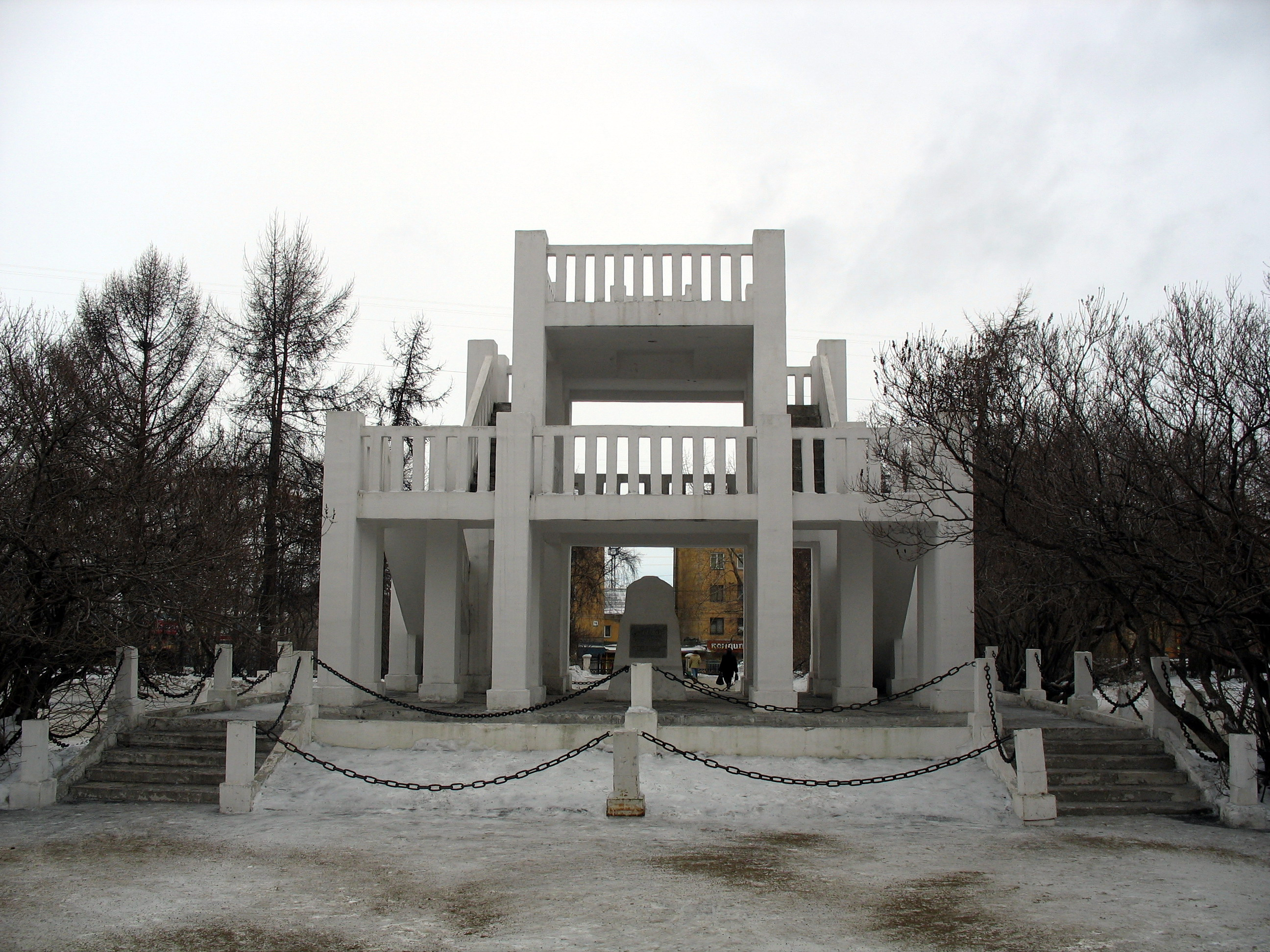
Памятник Жертвам интервенции (Мурманск)

3 июня конференция военных представителей Антанты в Париже постановила расширить интервенцию на Севере России и поручила британскому командованию возглавить северный экспедиционный корпус союзных войск. Требования советского правительства вывести иностранные войска и военные корабли с советской территории и из советских северных вод, озвученные С. П. Нацаренусом, Антанта проигнорировала и продолжила наращивать свой контингент, к началу июля доведя его в Мурманске до 8 тыс..
В ответ на всё более жёсткие требования Москвы 30 июня краесовет на объединённом заседании с ЦК Мурманской флотилии и комитетом железнодорожников и при поддержке делегатов от волостей постановил не исполнять требования Совнаркома и принять экономическую и военную помощь со стороны союзников. Решение было подтверждено письменным соглашением краесовета с союзными представителями. Союзные части начали разоружать советские отряды, стоящие вдоль железной дороги. В свою очередь, Совнарком объявил председателя краесовета А. М. Юрьева врагом народа и отдал распоряжение разрушать железнодорожные пути, а также расстреливать всех содействующих продвижению врага.
2 июля 1918 года войска Антанты под командованием генералов Пуля и Мейнарда перешли в наступление. Кемский уездный Совет был разогнан, а его руководители расстреляны. Красногвардейские отряды железнодорожной охраны отошли под командованием В. П. Солунина за реку Онда.
10 июля интервенты и белогвардейцы захватили ст. Сорока, 20 июля — Соловецкие острова, 31 июля — Онегу. К началу августа в оккупированных районах сосредоточилось 8 тыс. английских, 5 тыс. американских, более 700 французских, 1300 итальянских, свыше 1200 сербских и до 5 тыс. белогвардейских войск. К Архангельску подошла союзная эскадра в составе 17 кораблей.
В августе власть на местах перешла к Верховному управлению Северной области. Особым комиссаром по управлению Александровским и Кемским уездами в сентябре был назначен В. В. Ермолов.

### Архангельск

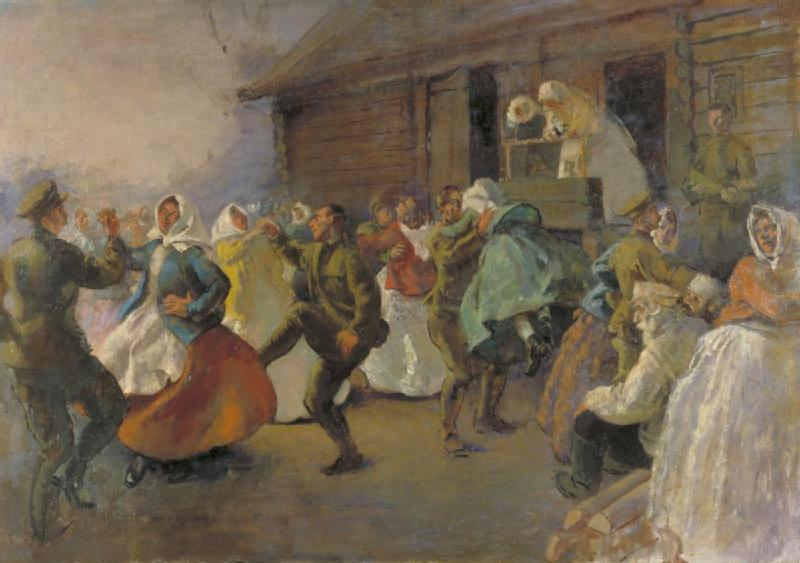
Генри Тонкс. Русские солдаты Северной армии танцуют с крестьянскими женщинами, 1919 год.

Командование Антанты неоднократно откладывало высадку десанта в Архангельск: вначале — из-за необычайно позднего ледохода на Северной Двине, потом — в ожидании подкреплений. Только 30 июля эскадра из 17 вымпелов и с полутора тысячами десанта на борту вышла из Мурманска и направилась в Архангельск. Эскадра подошла к острову Мудьюг, оборонявшемуся двумя береговыми батареями из 8 орудий и 35 матросами орудийной прислуги, 1 августа. Они отказались выполнить ультиматум о сдаче в плен и вступили в бой. Атакующие применили крупнокалиберные снаряды и бомбардировку с гидропланов. Против десанта из 150 бойцов архангельские моряки выслали 15 человек во главе с бывшим старшиной с броненосца «Пересвет» Матвеем Омельченко. Более двух часов продолжался неравный бой, после которого обороняющиеся были вынуждены отступить, взорвав боезапас и сняв с орудий замки. Интервенты начали наступление на Архангельск, где в портовой части завязались упорные бои.
В ночь на 02 августа группа подпольщиков Союза возрождения под руководством Н. В. Чайковского при содействии белых офицеров Г. Е. Чаплина, получив подтверждение прохождения кораблей союзников в устье Северной Двины, подняли Антибольшевистский переворот в Архангельске. Восставшие имели в распоряжении 500—600 штыков, а также набранные в соседних деревнях эсэрами отряды; десант союзников составлял 1500; в распоряжении большевиков находилось 3000 штыков, что превышало число интервентов и повстанцев вместе взятых, однако из-за слухов о готовящейся высадке 9-тысячного десантного корпуса советская власть начала подготовку к экстренной эвакуации из Архангельска. Пользуясь этим, восставшие захватили городской центр и пригороды — Исакогорку и Бакарицу. На сторону восставших перешли отдельные отряды РККА под командованием полковника Н. Д. Потапова и контр-адмирала Н. Э. Викорста. Типографские рабочие наотрез отказались печатать последний номер «Архангельской правды» с призывом комитета РКП (б) оказать сопротивление врагу и потребовали выдачи долгов по зарплате и выплаты жалования на 2 недели вперёд. Моряки района Соломбалы снарядили пароход в погоню за отходящими вверх по реке судами с руководителями большевистских учреждений. Большинство моряков флотилии при этом сохраняло пассивность и, по выражению большевиков, «спешило улепётнуть». Железнодорожники ст. Исакогорка организовали отряд во главе с меньшевиком Лошмановым и занялись отлавливанием спрятавшихся большевистских руководителей. Представители квартальных комитетов Архангельска, организованных председателем Архангельского окружного суда С. Н. Городецким, начали аресты представителей советской власти. Получив оружие и патроны, горожане поддержали восставших. В результате, когда к вечеру 2 августа союзный десант достиг Архангельска, город уже был в руках восставших.
Власть в городе взяли военные во главе с ротмистром А. А. Берсом — командиром Беломорского конно-горского полка (собранном из частей бывшей «туземной дивизии»). В тот же день в городе было образовано белогвардейское правительство во главе с Н. В. Чайковским — Верховное управление Северной области (ВУСО). Начала формироваться Северная армия под командованием каперанга Г. Е. Чаплина.

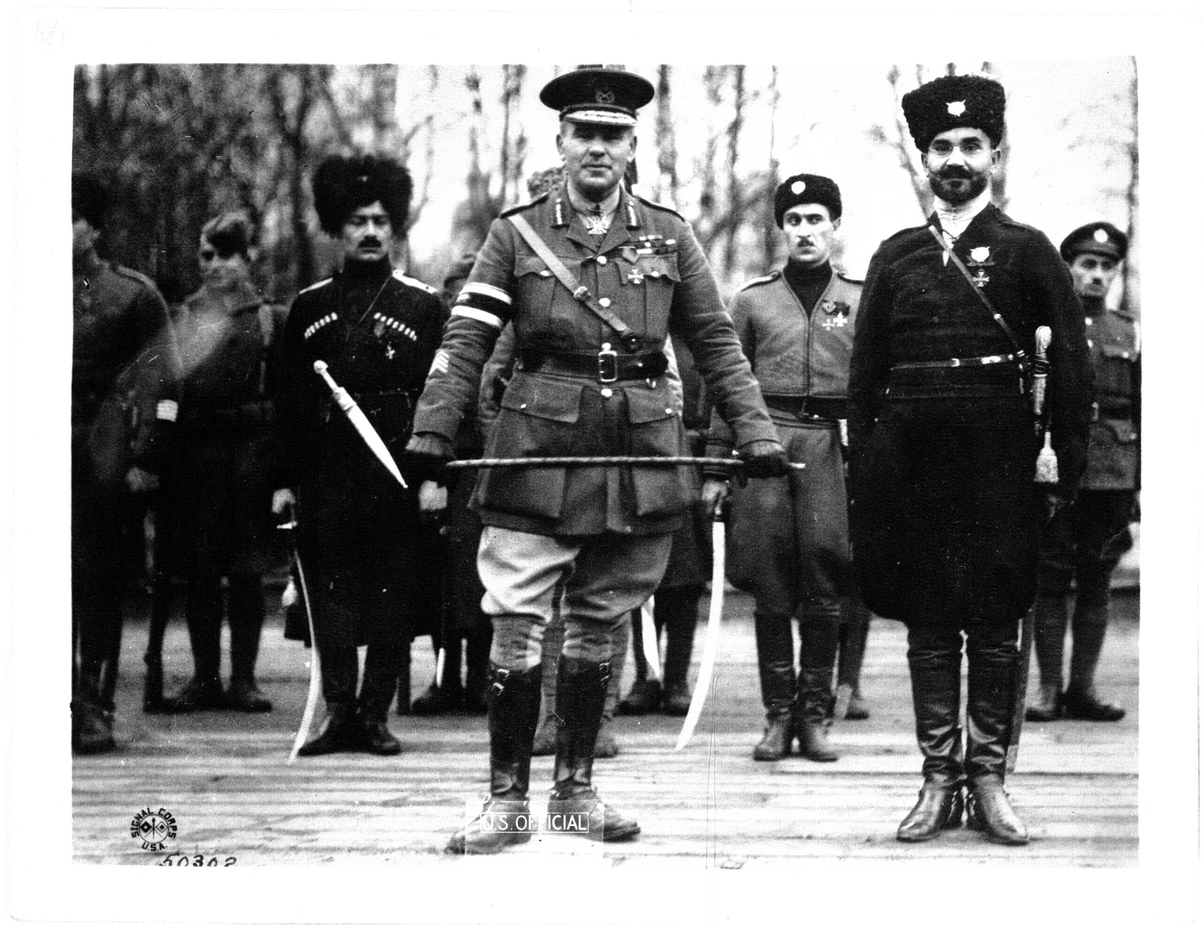
Британский военачальник Фредерик Пуль в Архангельске.

После захвата Архангельска контрразведывательный отдел штаба союзных сил и военно-регистрационная служба при штабе командующего русскими войсками Северной области начали аресты руководителей и служащих советских учреждений, членов комитетов бедноты, командиров и бойцов Красной армии.
Первое время, пока силы РККА на севере были дезорганизованы и недоукомплектованы, американские и английские войска начали постепенное продвижение вглубь Архангельской губернии. Наступление шло по трём основным направлениям: северодвинскому (вдоль реки Северная Двина на Котлас и Вятку, чтобы соединиться с белогвардейскими частями, наступавшими с востока); железнодорожному (вдоль железной дороги Архангельск — Вологда, с захватом Шенкурска); петрозаводскому (вдоль железной дороги Мурманск — Петроград, где интервенты вышли на линию реки Онда — ст. Сегежа.
Однако транспортные возможности на севере России были крайне ограничены. В итоге зоны контроля оказались исключительно вытянутыми, защищать фланги становилось всё сложнее, и РККА смогла остановить дальнейшее продвижение интервентов.
Войска Красной армии оказались гораздо более организованными, чем предполагалось. К примеру, когда 28 августа 1919 года британский шестой батальон военно-морского флота получил приказ выбить большевиков из посёлка Койкари, они понесли потери в 3 человека убитыми и 18 ранеными (включая командира батальона) из-за небрежно спланированной атаки. Неделей позже поражением закончилась очередная атака. Русский проводник завёл отряд в крайне неудобное для обороны место, где на них напали отряды красноармейцев, в итоге погибло два ротных и батальонный офицер (по другим данным, в боях 8—9 сентября у Койкари и Уссуны погиб один офицер — капитан Ричард Бертон — и один сержант, остальные погибшие были рядовыми). Узнав о том, что на следующий день вновь назначена атака на деревню, одна рота отказалась подчиняться приказам и отступила в союзное поселение. В итоге 93 человека попали под военный трибунал, из них 13 были приговорены к смерти, остальные к значительным срокам тяжёлых работ. В 1919 году правительство под давлением некоторых парламентариев отменило смертные приговоры и снизило сроки наказания.

## Продвижение по Северной Двине, Ваге, Пинеге, железной дороге

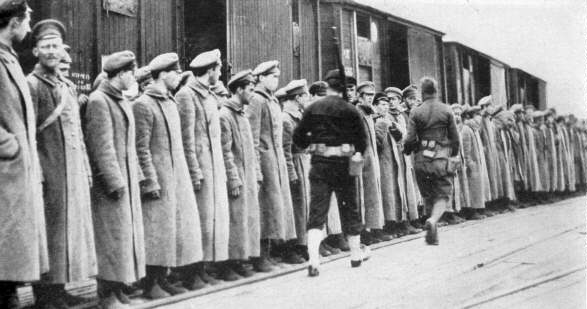
Пленные красноармейцы под присмотром американских военных, Архангельск.

После взятия Архангельска была сформирована флотилия для действий на судоходных реках Северная Двина и Вага, состоящая из 11 мониторов, а также захваченных в городе тральщиков и канонерок. Наступая вдоль Северной Двины, генерал Пуль надеялся к 20 августа захватить Котлас, а затем ударить на Вятку. Флотилия являлась основной силой интервентов, неоднократно помогая наземным войскам огнём своих пушек и отдельными десантами в тыл позициям красноармейцев. Кроме того, войска интервентов имели значительное преимущество в вооружении и артиллерии; пулемёты Льюиса были исключительно эффективны против красноармейцев, вооружённых в основном винтовками Мосина. Однако эти преимущества так и не смогли преодолеть всё усиливающуюся оборону Красной армии.
В короткие сроки сформированный речной флот красных, не имевший крупных судов, успешно противодействовал интервентам. Северо-Двинская флотилия под командованием заместителя председателя Архангельского губисполкома П. Ф. Виноградова к концу августа насчитывала несколько вооруженных пароходов и десантную роту. Уступая по количеству интервентам, она мужественно противодействовала врагу. В боевом крещении 11 августа 1918 года пароходы «Мурман», «Могучий» и «Любимец» под командованием Виноградова спустились вниз по Северной Двине и атаковали сначала один, а потом сразу пять кораблей интервентов, получивших серьёзные повреждения. Экипаж тральщика «Т-15» под командованием военмора К. А. Калнина получил приказ вывести из военного порта в Соломбале баржи с имуществом, однако попал под пулемётный и орудийный огонь белогвардейцев. Комендоры «Т-15» смогли подавить несколько огневых точек врага, но к вражеским силам присоединились ещё два корабля. Был тяжело ранен командир «Т-15» и убиты несколько матросов, а затем тральщик был потоплен.
Тем не менее бои в порту позволили вывести из Архангельска 50 пароходов и буксиров, а также баржи с военным имуществом, которые были оттранспортированы вверх по Северной Двине.
Большевики Северного края организовали партизанскую борьбу с интервентами при помощи подкреплений из Петрограда и других мест (в том числе специалистов-сапёров и подрывников). Были получены боеприпасы, военное имущество, бронепоезд от петроградских рабочих. На месте было сформировано несколько добровольческих отрядов и проведена партийная мобилизация в РККА. Таким образом численность красных на Севере выросла за август вдвое, с 4 тыс. до 9 тыс. человек. Они были объединены в 6-ю армию в составе Северного фронта. Северно-Двинскую флотилию возглавил К. И. Пронский, а П. Ф. Виноградов принял на себя общее командование красными силами.
В итоге к осени 1918 года наступление интервентов остановилось, продвинувшись максимально до села Шереньга на реке Вага (о чем свидетельствуют рассказы местных жителей) и до устья Нижней Тоймы на Северной Двине и начали готовиться к наступающей зиме.
После того как 31 июля отряд интервентов под командованием полковника Кадберта Джона Мэси Торнхилла захватил Онегу, интервенты двинулись по железной дороге на станцию Обозерскую, но вынуждены были отступить. В итоге вдоль железной дороги «Архангельск — Вологда» им удалось дойти и захватить лишь станцию Обозерская в Холмогорском уезде.
Интервенты не придавали особого значения делам на Пинеге. В октябре 1918 года пришедшие с верховий Пинеги красные вступили в Карпогоры в первый раз, но разбитые у Марьиной Горы, отступили в Верколу. Второй раз на Карпову Гору красные пошли в 20-х числах ноября 1918 года. 25 ноября красные после разгрома у Марьиной Горы ушли из Карпогор в Верколу. Красные вернули Карпогоры 5 декабря 1918 года. Интервенты и белые отступили к Труфановой Горе. Карпогоры почти на год получили советскую власть. 7−8 ноября состоялся Пинежский чрезвычайный Съезд Советов.
В конце марта 1919 года Айронсайд предпринял большое наступление на Пинежском фронте от деревни Остров к Карпогорам, но у деревни Земцово отряд англичан и белых во главе с полковником Бортоном был остановлен и отступил. В ноябре 1919 года началось отступление 2-й бригады из Карпогор, дезертирство местных красноармейцев, саботаж деревень, бой с мятежниками в Верколе, попытка белых с Вашки выйти в тыл, отступление к Шиднеме и Верхней Тойме. Развал красного фронта на Пинеге обернулся захватом белым отрядом капитана Н. П. Орлова Яренска и почти всей территории нынешней республики Коми. Красные вернулись в Карпогоры позднее падения других фронтов Северной области в феврале 1920 года.

## Зима 1918 — лето 1919
Неожиданно для интервентов с наступлением морозов началась крупная контратака большевиков. За несколько недель войска союзников были отброшены вниз по реке Ваге и Северной Двине. Военнопленных начинают направлять в организованный 23 августа Мудьюгский лагерь для военнопленных. 11 ноября 1918 года, в день окончания Первой мировой войны, наступление завершилось кровавой битвой за деревню Тулгас.
С окончанием Первой мировой войны остро стал вопрос о необходимости военного присутствия в России. Задачи открытия восточного фронта были уже не актуальны, а воевать и погибать за белое движение были готовы далеко не все. Моральный дух в войсках интервентов упал, в течение зимы нередки были случаи дезертирства и диверсий. Пополнений не поступало. Увеличивалось количество тюрем и лагерей, всё чаще военные трибуналы приговаривали своих же соотечественников к смерти. Не оправдались надежды на вербовку среди местного населения: воевать оно шло неохотно и в любой момент было готово перейти на сторону большевиков.
19-25 января 1919 года в результате Шенкурской операции интервенты и белогвардейцы были отброшены красноармейцами на 70-90 км на север. Затем подразделения 6-й армии успешно теснили врага в районе Мезени, Пинеги и в низовье Ваги. Именно в низовье реки Ваги 1-10 марта 1919 года произошло самое крупное сражение за Кицкие Выставки между Красной армией и войсками интервентов и белых на Севере России. В этом сражении приняло участие 4 роты 339 пехотного полка США, численностью около 1000 солдат и офицеров, а также британские подразделения и канадские артиллеристы.
К концу января главы союзных государств собрались на Парижской мирной конференции для поиска способа выйти из чужой им гражданской войны, сохранив при этом лицо. По инициативе Дж. Ллойда и Вудро Вильсона всем противоборствующим сторонам было выдвинуто предложение о проведении круглого стола на Принцевых островах, однако попытка сорвалась из-за дружного отказа белых правительств идти на переговоры с большевиками. Провал переговоров, восстания в союзных частях и усиливавшиеся протесты против интервенции в своих же странах вынудили руководство Антанты пойти на конкретные меры. В феврале американское руководство объявило о скорейшем выводе своих войск, а 4 марта британское правительство обозначило срок вывода своих войск до осени. То же относилось к иностранным войскам на других территориях России — Югу, Сибири, Закавказья. После этого завершение интервенции стало вопросом времени.
Тем не менее, к весне 1919 года войска интервентов сосредоточили на северодвинском направлении свыше 20 тыс. войск, на петроградском — около 6 тыс.; на Северной Двине создали военную флотилию (5 мониторов, 1 броненосная канлодка, 4 речные канлодки, 3 тральщика, катера и вспомогательные суда) и предприняли очередную крупную атаку на юг и юго-восток, планируя соединиться с армиями Юденича и Колчака, также начавших наступление. Используя новые подкрепления от белофиннов, интервенты смогли значительно продвинуться в сторону Петрозаводска, захватив Кяппесельгу, Лижму и, к началу августа — Кивач. Но на этом успехи интервентов закончились, успешная контратака при поддержке Онежской флотилии отбросила интервентов назад. На Котласском направлении особых успехов достичь не удалось, несмотря на подкрепление из мониторов, отличных по тому времени кораблей, и активное использование авиации.
Весной и летом 1919 года части 18-й советской стрелковой дивизии под командованием И. П. Уборевича при поддержке партизан и Северо-Двинской военной флотилии стабилизировали фронт по линии от ст. Емца (на железной дороге Архангельск — Вологда) до пристани Сельцо на реке Емца. В этот же период удалось отразить наступление противника в районе Солотозеро, Телекино, ст. Масельская, Карельская Масельга.
В апреле предприняла наступление на Петрозаводск белофинская «Олонецкая добровольческая армия» в количестве около 2 тыс. человек, однако 6-7 июля РККА во взаимодействии с Онежской военной флотилией разбили белофиннов в ходе Видлицкой операции. Было низложено и созданное ими «Олонецкое правительство».

### Применение химоружия войсками британских интервентов

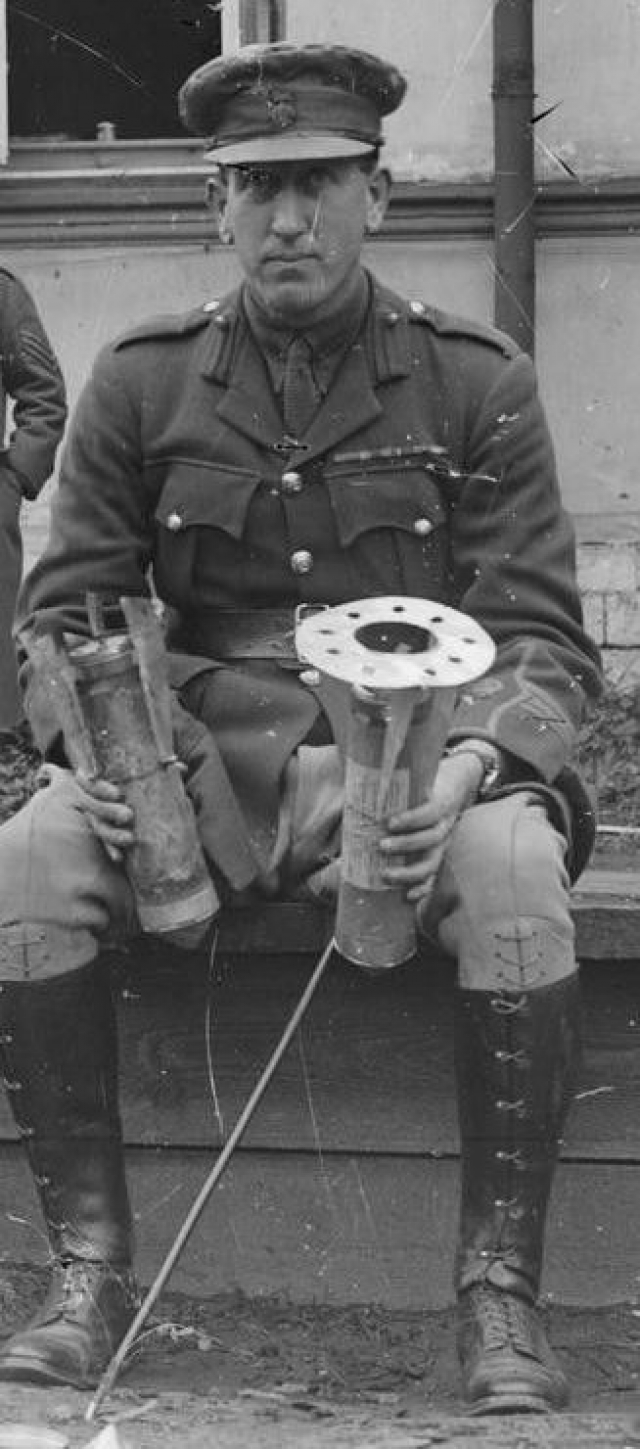
Британский эксперт по отравляющим веществам майор Томас Дэвис держит в руках М-Бомбу. Север России, 1919 год.

Уинстон Черчилль, занявший пост военного министра 10 января 1919 года, был решительным сторонником как применения химического оружия, так и интервенции против большевиков. 2 февраля он сообщил главнокомандующему в Архангельске генерал-майору Айронсайду, что в середине месяца к нему направится корабль с газовыми артиллерийскими снарядами для 18-футовых, 4,5-дюймовых и 60-футовых орудий. В тот же день, боясь огласки, Черчилль опубликовал заявление для прессы, в котором утверждал, что на Архангельском фронте большевики использовали газовые снаряды. Айронсайд заявил Черчиллю, что у него уже есть газовые снаряды для 6-дюймовых гаубиц и спросил, что он с ними должен делать: «Я еще не получил свидетельства использования этого оружия врагами», хотя у него были свидетельства о том, что «несколько немецких газовых снарядов были выпущены». 7 февраля Черчилль проинструктировал его: «Максимально использовать их вашими войсками сейчас или поставить их русским войскам, чтобы они применяли их, поскольку большевики используют газовые снаряды против союзных войск под Архангельском».
Черчилль выразил сомнения заместителю командующего имперским генеральным штабом, генералу сэру Чарльзу Харингтону, по поводу возможного рассекречивания «Устройства М» «ради столь незначительного применения, какое возможно на севере России». Харрингтон рекомендовал его использовать, так как секрет все равно рано или поздно будет раскрыт, а если применение газа не будет успешным, то терять будет нечего. Безопасность гражданских не бралась в расчет, поскольку использование DM маловероятно было бы летальным или постоянным и, «…поскольку мы никогда не переживали о возможном риске для французского населения, применяя во Франции более смертоносные газы, то почему мы сейчас должны об этом переживать?» Сообщалось, что это тоже было мнением Черчилля.

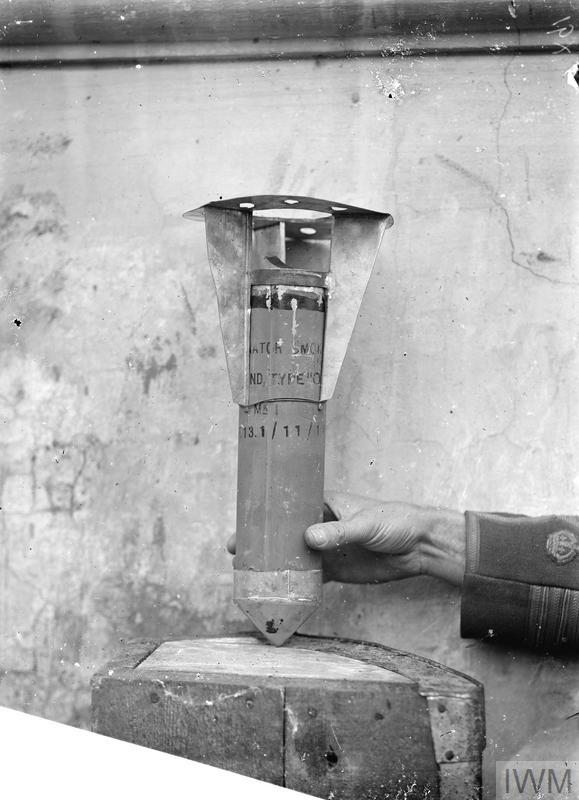
Изготовленная английскими военными инженерами импровизированная авиабомба («М-бомба»)

26 апреля военное министерство приказало направить в Архангельск 50 тысяч «Устройств М». Экспертом был майор Томас Генри Дэвис. Дэвис, пытаясь найти способ использования «Устройства М», попросил разрешение попробовать сбросить их с самолетов, он обратился к Айронсайду, добавив, что необходимо заказать 1 миллион «Устройств М». Айронсайд согласился.
Первое зафиксированное применение «Бомб М» произошло 27 августа: 53 бомбы были сброшены в 12.30 на станции Емца, а затем в 19.30 еще 62 снаряда. На следующий день 62 «Бомбы М» были сброшены на Емцу и 62 на станцию Плесецкая. Вечером бомбардировки Емцы и Плесецкой продолжились, всего было сброшено 73 бомбы. Когда лейтенант специальной бригады Дональд Грентхэм посетил Плесецкую, через девять дней после бомбардировки, он обнаружил несколько мирных граждан отравленных газом. Он также допросил большевистских пленных, которые «лежали практически беспомощно на земле, испытывая обычные симптомы кровотечения из носа и рта. Один или двое из тех, кого я видел в лагере, находились в совершенно непригодном для работы состоянии».
Упоминаются десятки случаев применения англичанами ОВ (отравляющих веществ): 17 августа 1919 года на железнодорожном фронте, 27−29 августа по станции Емца, 28−29 августа по станции Плесецкая, 30 августа и 2 сентября по деревне Чуново, 4 сентября по деревням Вихтово и Усть-Поча, в Карелии 12 и 13 сентября по деревне Кавгора, 12 и 14 по деревням Чорга и Михеева Сельга, 14 сентября по деревне Лижма, 15 сентября на деревням Тавойгора и Заполки.
Несколько раз менялась судьба остатков военного снаряжения, доставленного англичанами в Архангельск. Первоначально предназначенные для расширения боевых действий за пределы Архангельской губернии и, очевидно, для передачи Колчаку, затем их готовились оставить белой армии Миллера. Но в августе-сентябре 1919 года снаряжение начали уничтожать. Проекты экономического сотрудничества, а точнее, перекладывания расходов на интервенцию на белую власть, провалились. Затягивание борьбы на периферии России стали мешать переговорам Лондона с большевиками, сторонником которых стал и Черчилль. 23 августа военное министерство приказало Айронсайду сбросить оставшиеся «Устройства М» в Белое море, вместе с минометами Ливенса и пустыми снарядами. В ночь с 17 на 18 сентября оставшиеся 47 тысяч «Устройств М» были сброшены в Белое море.

## Окончание иностранной военной интервенции на севере России
Из-за возрастающего недовольства в своих войсках, поражений на фронте и волнений среди рабочих в странах-интервентах (массовые забастовки в Великобритании проходили под лозунгами «Руки прочь от России!»), войска Антанты приняли решение о срочной эвакуации.
С подготовкой сил интервентов к эвакуации отношения между ними и ВПСО осложнялись. Появляются жалобы на то, что «англичане пришли не спасти Россию, а погубить её». Со стороны белого офицерства отмечаются возмущения при любых случаях неуважительного (или кажущегося таковым) обращения к ним со стороны союзников. Особенно широкую огласку получил случай «издевательства» англичан над начальником Мурманского края Ермоловым: во время визита на корабль к командующему морскими вооружёнными силами ему дали «неудобную верёвочную лестницу», по которой, как свидетельствовал современник, «этот глубоко сухопутный правитель поднимался с большим трудом, раза три сорвавшись. Всякий раз, как голова его показывалась над бортом, англичане играли встречный туш, Ермолов скатывался вниз, — музыкапрекращалась; снова показывалась голова, снова туш, — и таким образом — раза три». Командующий белыми войсками Марушевский был обижен тем, что союзники не всегда прислушиваются к советам русского генерала, а также тем, что рослый Айронсайд «высокомерно смотрит» на низкого Марушевского, не доходившего ему до плеча. Так же Марушевский был раздосадован, что «сыны гордого Альбиона не могли себе представить русских иначе, чем в виде маленького, дикого племени индусов или малайцев, что ли». Он был уверен, что поддержание самого статуса превосходства является сознательной политикой англичан, которые «держали себя на Севере так, как будто они находились в завоеванной, а вовсе не в дружественной стране».
Масштаб недоверия был таков, что, по свидетельству П. Вудса, в Мурманском крае офицерами «являлись люди, настроения которых были отчётливо антисоюзническими… а действия — открыто обструкционистскими». Объяснить это чем-либо, кроме зависти, мстительности и личных корыстных интересов он при этом не мог. Командующий бригадой британских добровольцев Л. Садлер-Джексон испытывал такое недоверие к союзникам, что во время совместных операций выставлял собственные патрули и по возможности проверял русские военные донесения. Вызванный в Британию генерал Айронсайд на фоне происходящего настоял на скорейшем выводе войск вследствие ненадёжности Северного фронта. Впоследствии, вспоминая о русских петициях и делегациях, настаивавших на дальнейшей союзной поддержке, он отмечал, что ему «…трудно было испытывать какую-либо симпатию к людям, которые так мало сделали для того, чтобы помочь самим себе».
В июне 1919 года отбыли американцы. Получив сведения о готовящемся отступлении британских частей, РККА перешла в наступление 4 сентября 1919 года, превратив организованную эвакуацию в бегство. Интервенты бросали тяжёлую технику, 17 сентября британцы были вынуждены взорвать два своих монитора. Вместе с интервентами ушло около 2 тысяч русских сторонников белого движения. В ночь с 26 на 27 сентября 1919 года последние воинские части Антанты покинули Архангельск, а 12 октября они ушли и из Мурманска.
Эвакуация союзных войск и последовавшие поражения белых так и не заставили их пересмотреть свои взгляды. Видя в конце сентября 1919 г. архангельскую набережную, опустевшую после отхода союзных судов, чиновники и офицеры с сияющим видом поздравляли друг друга с тем, что они «опять в России», и интересовались: «Как вам нравится русский город Архангельск?» Первые успехи последовавшего наступления северной армии многие политики и военные связывали с тем, что, не желая раньше захватывать территорию для англичан, русские солдаты теперь готовы были идти на подвиги, воюя за себя. Описывая свою последнюю встречу с русским командующим Двинским участком фронта полковником А. А. Мурузи, генерал Айронсайд был потрясен, насколько открыто тот говорил о своем недоверии к интервентам и насколько был уверен, что после ухода союзников белая русская армия быстро начнет пополняться крестьянами-добровольцами и сможет смести большевистскую власть.
Лагерь для военнопленных на о. Мудьюг был передан в ведение Северной области, военнопленные перемещены в Йоканьгскую тюрьму.
Однако успешное минирование Северной Двины новым типом морских мин и сопротивление Северной армии генерала Миллера задержали красные части и не позволили разгромить отступающих интервентов. К началу зимы Красная Армия вынуждена была прекратить наступление из-за ледостава.
Но уже в начале февраля 1920 года наступательные действия возобновились, к армейским частям присоединились моряки, сформировавшие бронепоезд «Красный моряк». Войска Русской армии не выдерживали натиска, тем более что в тылу, в самом Архангельске, вспыхнуло восстание. Восставшие, при поддержке освобождённых из тюрем политических заключённых, не дали белым увести часть остававшихся в Архангельске кораблей, включая линкор «Чесма», 2 миноносца, подводную лодку «Св. Георгий», 2 посыльных судна, 6 тральщиков и ледокол «Святогор». 19 февраля 1920 года генерал Миллер отбыл из России на ледоколе «Минин».
21 февраля 1920 года части Красной Армии полностью освободили Архангельск. Узнав об этом, подняла вооружённое восстание подпольная группа в Мурманске. Таким образом, оставшиеся белогвардейские части оказались отрезаны от линий снабжения и от возможности морской эвакуации. 23 февраля части Красной Армии из-под Петрозаводска перешли в стремительное наступление вдоль Мурманской железной дороги, 25 февраля советские части освободили Медвежью Гору. 2 марта была занята станция Сорока, а 9 марта — Кандалакша. 13 марта дивизия вступила в Мурманск.
Интервенция хорошо описана в романе В. Пикуля "Из тупика"

## Политика интервентов и белого правительства на подконтрольных территориях. «Белый террор»
На начальных этапах интервенты действовали как самостоятельная армия в глубоком рейде на вражеской территории. В связи с этим применялся ряд мер военного времени, а именно: ограничение свободы слова и печати, собраний и митингов, строительство лагерей для военнопленных, проводились военно-полевые суды, практиковалась смертная казнь. В идейно-ориентированной советской историографии данный комплекс мер получил название «Белый террор».
При взятии Кеми 2 июля 1918 года отряд интервентов захватил в плен участников местного Совета, действовавшего в Кеми с начала марта — А. А. Камнева, Р. С. Вицупа и П. Н. Малышева. Среди прочего к участники данного совета успели наделить местный рев.трибунал полномочиями на: сбор экстренного налога с богачей (с марта по май собрано 1 млн 090 тыс. рублей), проведение реквизиций в уведомительном порядке (сначала изъяли, у кого сочли нужным, post factum уведомили уездный совет) и «привлечение к ответственности… в ревтрибунале всех распускающих неверные провокационные слухи, всех агитирующих против советской власти, всех неподчиняющихся распоряжениям и указаниям уездного совета и всех созывающих собрания». Восстания, вызванные решительными действиями рев.трибунала в Сороке, Петрозаводском и Пудожском уезде, подавлялись силой оружия. В связи с этим интервенты расценивали деятельность Кемского совета как военные преступления (бессмысленное и крупномасштабное присвоение имущества, не вызванное военной необходимостью; умышленное нападение на гражданское население как таковое или отдельных лиц, не принимающих непосредственного участия в военных действиях; взятие заложников), вследствие чего после подтверждения личностей все трое участников Кемского совета были расстреляны в 24 часа — то есть, 03 июля. В советской историографии и у её современных последователей именно эти трое называются «первыми жертвами белого террора».
Узнав о произошедшем, В. И. Ленин сразу оценил пропагандистское значение этого факта для агитации и сплочения населения в борьбе с интервентами: «Англичане под предлогом защиты Мурмана на самом деле стали продвигаться вперёд и заняли Кемь и Сороки и пошли к востоку от Сорок, перешли к расстрелам наших советских» и «…заняли Мурман, затем взяли Кемь, начали расстреливать наших товарищей, советских работников».
Организатор Красной гвардии в Кандалакше, И. О. Лойко, арестовывался интервентами дважды, сидел в Печенгской тюрьме. При втором аресте был застрелен на перестанке севернее Кандалакши вместе с машинистом В. Соболем при попытке к бегству. В советской историографии так же причислены к числу «жертв белого террора». Все последующие расстрелянные руководители большевистских организаций (Л. Н. Комлев и т. д.) так же объявлялись «жертвами белого террора» без указания причин их казней.
После образования Северной области и установления власти ВУСО 02 августа 1918 года его декретами были гарантированы завоевания революции: свобода слова, печати, собраний, митингов, отмена военно-полевых судов и смертной казни. Белые офицеры и союзные войска считали подобное решение в условиях войны как минимум наивным, а как максимум — преступным либо прямо вредительским. Так, пользуясь свободой собраний, работники Совета Профсоюзов 4 августа пытались поднять Красное знамя над зданием Совета. Пользуясь свободой митингов, выпущенный ВУСО из тюрьмы Н. В. Левачёв открыто собирал митинги, на которых выступал с речами: «Необходимо как можно скорее оправиться от нанесённого нам удара, как можно скорее сплотиться и… дать должный отпор зарвавшимся капиталистам». Уже 7 августа Левачёв собрал тысячный митинг в Маймаксе, на котором было постановлено: «Оставаться на классовых позициях борьбы с капиталом… Ни в коем случае не отступать и не сдавать обратно завоёванных в тяжкой борьбе прав и улучшений. Со всякой властью.. будем бороться всеми имеющимися у нас средствами». Пользуясь свободой печати, газета «Рабочий Севера» публиковала статьи следующего содержания: «Для нас так же не тайна, что всеми доступными средствами предприниматели стараются разбить сплочённые ряды рабочих и привести их в состояние дореволюционного времени».
ВУСО расценивало всё вышеописанное как проявление свободы слова, тогда как белые офицеры и интервенты видели в происходящем саботаж и подрывную деятельность, а в промедлении ВУСО — нерешительность либо попустительство. Лишь к концу месяца под давлением белых офицеров ВУСО согласилось на введении военной цензуры в печати, ограничение свободы митингов и собраний. Смертная казнь и военно-полевые суды на данном этапе возрождены не были. При этом газета «Рабочий Севера» за 7 месяцев до конца года успела выпустить 12 номеров аналогичного содержания, не подвергаясь цензуре, и была закрыта в феврале 1919 года. Подобная задержка стала одной их причин кризиса ВУСО, переворота и установления власти ВПСО.
Диверсионный отряд красногвардейцев, проникший на территорию Северной области (командир — С. Ларионов, комиссар — В. Шурыгин, красноармейцы — М. Георгиевский, Я. Якубчик, И. Комаров, И. Дьячков) был захвачен в плен в начале ноября; 3 числа все его участники были расстреляны во дворе Архангельской тюрьмы как военные преступники (атака на объекты, не являющиеся военными целями; умышленное убийство нонкомбатантов). Возрождение военно-полевых судов состоялось 11 декабря 1918 года в ходе подавления мятежа в 1-м Архангелогородском полку. Зачинщики мятежа в количестве 13 человек предстали перед ВПС, приговорены к смертной казни и расстреляны. Решением ВПС от 18 января шестеро матросов эскадренного эсминца «Бесстрашный», препятствовавших аресту своего товарища, были приговорены к штрафбатам на сроки от 1 до 6 лет. Драгуна Ф.Нечаева, уклонявшегося от воинской службы, осудили на каторгу сроком на 6 лет.
В советской историографии и у современных её сторонников всё вышеперечисленное (введение военной цензуры в военное время, аресты уклонистов, военно-полевые суды над вооружёнными мятежниками и диверсантами) представляется исключительно как политические чистки и акты устрашения населения. Действия ВПСО описываются так: «… юстиция режима напоминала злобного пса, сорвавшегося с цепи. Облавы, аресты, суды, приговоры хлынули лавиной»; руководители процессов и исполнители именуется «карателями» и «палачами».
Реальные последствия проводимой ВПСО политики были таковы, что 12 марта на Архангельском судоремонтном заводе состоялось собрание профсоюзов, на котором председатель совета профсоюзов меньшевик И. Бечин, а также профсоюзные активисты Ф. И. Наволочный, К. И. Клюев, С. М. Цейтлин и Г. В. Успенский выступили с обращением следующего содержания: «Советская власть есть единственная и естественная защита рабочего класса». После этого в Мурмане, Кандалакше и Александровске прошли митинги под лозунгом «Долой Северное правительство!». В ответ на это ВПСО выпустило «Правительственное обращение», в котором сообщалось, что на собрании 12 марта выступали некоторые лица, «… одобряющие платформу Советской власти и клонящиеся к разрушению создаваемого у нас великого национального дела — возрождения страны». ВПСО постановило «в корне и самыми решительными мерами прекратить всякие попытки оказания содействия врагам — большевикам». Все пятеро выступавших 12 марта сотрудников профсоюзов, агитировавших за Советскую власть во время войны с таковой, предстали перед военно-полевым судом и были осуждены на 15 лет каторги каждый. Четверо активистов (А. Соловьёв, К. Михайлов, А. Лясковский, А. Попоценко), организовавшие выступления на Мурмане, были арестованы и приговорены к разным срокам.
Только после мартовского кризиса ВПСО разрешило контрразведке проведение обысков в домах и квартирах, а также аресты агитаторов в рядах вооружённых сил. С 24 марта по 6 апреля было приведено в исполнение 20 приговоров. До конца года было вынесено ещё минимум: 30 смертных приговоров в отношение военнослужащих ВС Северной области (за покушения на передачу врагу имущества войсковых частей либо шпионаж), 11 смертных приговоров в отношении диверсантов-красногвардейцев (за участие в партизанской деятельности, покушения на убийства и уничтожение имущества), 8 смертных приговоров в отношении подпольщиков-агитатров (производство листовок антиправительственного содержания, то есть контрреволюция), 14 приговоров в виде лишения свободы на разные сроки и денежного взыскания в отношении военнослужащих ВС Северной области (за агитацию, отказ исполнять приказ вышестоящего командира, покушения на убийства однополчан либо союзных офицеров, СОЧ). Ещё 9 смертных приговоров было вынесено матросам, захватившим и затопившим в устье Северной Двины пароходы «Святогор» и «Микула Селянинович» с целью недопущения прибытия пополнения войскам интервентов. Так же постановлением ВПСО все профсоюзы были обязаны пройти регистрацию в Окружном суде; не прошедшие её объявлялись недействительными, а в случае попытки продолжения деятельности без регистрации — преступными. Проведение стачек было признано преступным.
В советской историографии и у современных её последователей все вышеперечисленные меры расцениваются не как элементы военного времени, но как элементы «Белого террора», политических чисток, узурпации власти и именуются «оргией расправ». Утверждается, что через тюрьмы и «лагеря смерти» в Северной области прошло 50 800 человек. Из-за бесчеловечных условий содержания и пыток Мудьюг получил прозвище «остров смерти».
Элементом «Белого террора» интервентов называется так же попытка интервентов восстановления русской армии. После завершения Первой мировой войны 12 ноября 1918 года и исчезновения необходимости во втором фронте заместитель Пуля выступил с заявлением, обосновывавшем необходимость дальнейшего присутствия интервентов: «…цель союзников — ввести порядок в России». И главная задача — создание русской армии. На первом плане, заявил он, дисциплина, комитеты недопустимы. «Также недопустимо, чтобы солдаты имели право высказывать свое мнение и решение о том, что они желают или не желают делать». В армии — никакой политики…". Легионы, созданные по британскому образцу, не подразумевали солдатских комитетов; войска, создаваемые под властью ВПСО, таковые комитеты разрешали. В итоге генерал Айронсайд, сменивший на посту Ф. Пуля, и убедившийся в небоеспособности армии, где действуют солдатские комитеты, выступил с заявлением: «Мы не понимаем русских. Скоро год, как мы на севере России… Мы хотели помочь вашей борьбе против большевиков… И, однако, что же мы видим? Русские не хотят сражаться. Всюду на позициях стоим мы, а те, что есть, бунтуют, организовывают восстания, и мы должны эти восстания подавлять…». Всё это так же объявляется советской историографией и её современными последователями «Белым террором» и «колониальной политикой».
Вследствие того, что Северная область не имела собственного морского торгового флота, всё торговое сообщение со странами Антанты осуществлялось кораблями союзников. Это дало повод советским историографам заявлять, что никакой торговли не было вовсе; вместо неё производилась «колониальная политика» и «ограбление края», в ходе которого «интервенты вывезли из края товаров на сумму около 3,5 млн фунтов стерлингов и 2 686 тыс. пудов разных грузов, в том числе леса — на сумму свыше 1 млн фунтов стерлингов, льна — около 2 млн пудов, марганцевой руды — 98 тыс. пудов». Одновременно советские историографы и их последователи признают, что страны Антанты оказывали материальную и военную поддержку ВПСО, а после вывода войск интервентов ВПСО собирало с крупных предпринимателей налоги (в том числе — экстренные) в иностранной валюте, заработанной по вывозным разрешениям.
Все промыслы пришли в упадок, заводы остановились, железные дороги были разрушены. Цены на предметы первой необходимости росли, при ликвидации предприятий рабочих выбрасывали на улицу из квартир, а уже наступили холода.
Командующий войсками Антанты английский генерал Пуль строил в январе 1918 года планы получения большей прибыли за счёт вывоза леса и владения северными портами.

## Вопрос о роли интервентов в гражданской войне на Северном фронте
С одной стороны, участие интервентов Антанты ни на одном другом фронте Гражданской войны не было настолько активным. Именно возможность вмешательства союзников привлекла на Север антибольшевистски настроенных политиков. Архангельский переворот был бы невозможен без участия интервентов. Союзное командование и послы были арбитрами, а в ряде случаев и участниками конфликтов. Линию фронта помогали удерживать британские, французские, американские, итальянские и сербские солдаты экспедиционного корпуса.Бытовое существование Северной области в значительной мере держалось на поставках продовольствия для населения и оружия для армии, обходившихся казне Британии в миллионы фунтов стерлингов.
С другой же стороны, непоследовательность руководства Антанты не позволяла развивать успех. Оказавшись на Севере в последние месяцы Первой мировой войны, союзники не имели чёткого понимания конечной цели: недопущение немецкого вторжения или свержение большевиков? Боевые действия, начатые Версальским военным Верховным советом как первое, в действительности происходили как второе. Правительства стран-интервентов не были способны сформулировать своих позиций явно и однозначно. Рядовой состав с течением времени всё более явно и открыто выражал недовольство участием в чужой гражданской войне. Сохранение присутствия союзных войск после окончания Первой мировой деморализовывало бойцов и ослабляло значение интервенции.
Очевидец тех событий, волонтёр благотворительной организации YMCA, американец Ральф Альбертон по возвращении в США открыто критиковал интервенцию:
Мы взялись за уничтожение большевизма в России. Мы отправили туда военно-морскую экспедицию. Мы организовали там Гражданскую войну. И потерпели неудачу. Америка потеряла много людей. Англия - больше, Россия - значительно больше. Сколько ещё потерь понесла Россия - пока не известно.
По сравнению с прочими фронтами Гражданской войны, Северный фронт имел относительно небольшое значение из-за малого количества участвовавших войск (ок. 25 тыс. против 100—200 тыс. на Южном и Восточном фронтах). Союзное командование вело себя пассивно, только удерживая первоначально занятые районы, не собираясь вступать в борьбу с Красной армией и лишь «обороняясь» от неё. Присутствие иностранцев было использовано большевиками в пропагандистских целях: существует мнение, что само присутствие на русской территории иностранных войск принесло Белому движению не столько пользы, сколько вреда, так как лишь дискредитировало антисоветские правительства среди народных масс и давало большевистским агитаторам возможность представлять белых как «ставленников мировой буржуазии», торгующих национальными интересами и природными богатствами, а собственную борьбу — «патриотической и справедливой».
Белое руководство, получая военную и материальную поддержку от стран Антанты, по разным убеждениям не могло спокойно смотреть на находящиеся на их территории неподконтрольные иностранные армии. Прося союзников о помощи, одновременно они противодействовали их «чрезмерному вмешательству во внутренние дела» и, тем самым, всё больше запутывали многочисленные противоречия. В белоэмигрантской среде многие участники белых армий, ранее возмущавшиеся «вмешательством союзников в внутренние дела страны», теперь возлагали основную вину на интервентов, «бросивших белые армии на произвол судьбы». Наиболее яркие оценки давали представители Общества Северян, организованного в 1924 году Миллером в Париже. По их утверждениям, русское командование и правительство вовремя осознали опасность со стороны интервентов и не допустили «политического и экономического захвата области, для колонизации её, с превращением её в великобританскую концессию, изобилующую несметными естественными богатствами». Упрекая союзников в имперских амбициях, белоэмигранты одновременно возлагают основную долю вины за поражение на них же. Бывший член ВПСО Городецкий шёл в своих обвинениях ещё дальше: указывая на интерес к русскому Поморью со стороны англичан в предыдущие века, он заявлял, что « англичане стремились использовать по возможности монопольным способом Северный край и всеми силами пытались препятствовать развитию русской торговли и мореходства, опасаясь будущего могущества России».

### Мемуары
- Черчилль У. [militera.lib.ru/memo/english/churchill2/index.html Мировой кризис] = The World Crisis 1918—1925. — 1-е. — Москва: Госвоениздат, 1932. — 328 p. — 5000 экз.